# Le Tholonet
Le Tholonet – miejscowość i gmina we Francji, w regionie Prowansja-Alpy-Lazurowe Wybrzeże, w departamencie Delta Rodanu.
Według danych na rok 1990 gminę zamieszkiwały 2004 osoby, a gęstość zaludnienia wynosiła 185 osób/km² (wśród 963 gmin regionu Prowansja-Alpy-W. Lazurowe Le Tholonet plasuje się na 269. miejscu pod względem liczby ludności, natomiast pod względem powierzchni na miejscu 671.).